# 자카드 지수
자카드 지수(Jaccard index)는 두 집합 사이의 유사도를 측정하는 방법 중 하나이다. 자카드 계수(Jaccard coefficient) 또는 자카드 유사도(Jaccard similarity)라고도 한다. 자카드 지수는 0과 1 사이의 값을 가지며, 두 집합이 동일하면 1의 값을 가지고, 공통의 원소가 하나도 없으면 0의 값을 가진다. 자카드 지수는 아래의 식으로 정의된다.
{\displaystyle J(A,B)={{|A\cap B|} \over {|A\cup B|}}={{|A\cap B|} \over {|A|+|B|-|A\cap B|}}}

## 같이 보기
- 해밍 거리
- 상관 분석
- 상호정보